# Giulio Ferretti
Giulio Ferretti (Ravenna, 1480 – San Severo, 8 marzo 1547) è stato un giurista italiano.

De iure, & re navali, 1579
(Fondazione Mansutti, Milano).

Membro di un'importante famiglia di Ravenna del XV secolo, si laureò in diritto civile e canonico all'Università di Padova, per poi spostarsi a Roma per unirsi al Collegio dei Giureconsulti. L'imperatore Carlo V, al quale Ferretti dedicò il proprio libro De iure et re navali, lo nominò governatore di Apulia. L'opera, pubblicata a Venezia nel 1579, è divisa in diciassette libri e fu il figlio Esuperanto a pubblicarla postuma.

## Opere
- Repertorium mirifici apparatus. Domini Iulii Ferrecti Rauennatis i.v.d. equitis & comitis Lateranensis sacri palatii super tractatu de gabell. publ. mune. & one, Campagna, 1546.
- Iulii Ferretti Rauennatis i.v.d. equitis & comitis Lateranensis palatii, Liber de iusto & iniusto bello, Campagna, 1547.
- Questiones et decisiones vtiles et quotidiane in materia vectigalium, & gabellarum, tam in terra quam in mari impositarum, recollecte per magnificum & excellentem v.i. doctorem dominum Iulium Ferrect, Campagna, 1547.
- Repertorium mirifici apparatus: domini Iulii Ferrecti Rauennatis i.v.d. equitis & comitis Lateranensis sacri palatii super tractatu de gabell. publ. mune. & one, Campagna,1547.
- De iure, & re navali, Venezia, 1579.